# Seberang Cengar
Seberang Cengar is een bestuurslaag in het regentschap Kuantan Singingi van de provincie Riau, Indonesië. Seberang Cengar telt 1320 inwoners (volkstelling 2010).